# Tid

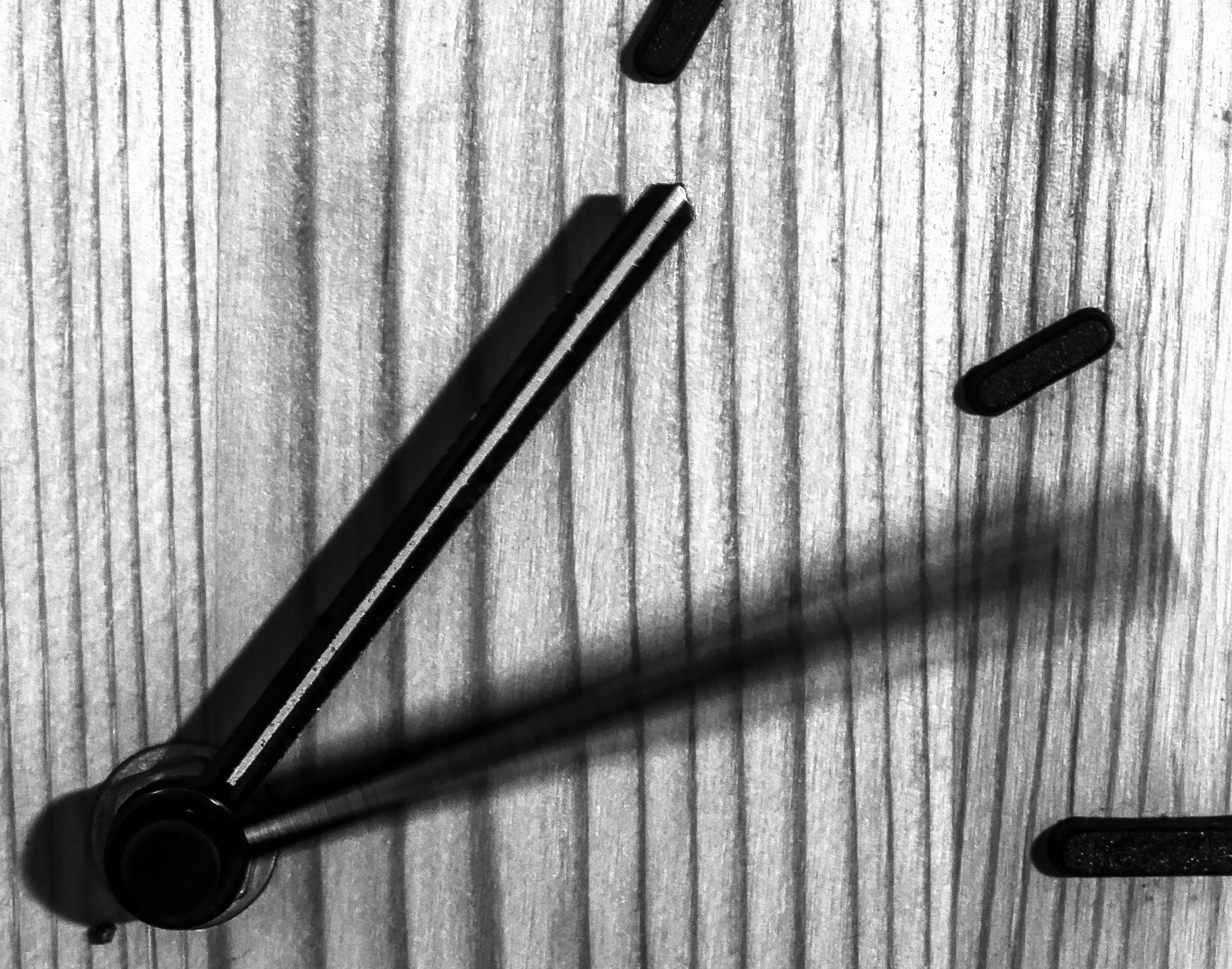
Tiden illustrerad av rörelsen hos visaren på en klocka.

Tid är en grundläggande dimension i vår tillvaro som gör att vi kan beskriva händelser i vad som har skett, vad som sker nu och vad som kommer att hända senare, det vill säga ge en ordnad följd, en sekvens, av händelser.

## Att mäta tid
SI-enheten för tid är sekund, utifrån vilken längre traditionella enheter är definierade som minut, timme, dag, vecka, månad, år, decennium, sekel, millennium. Andra SI-prefix för multipelenheter är tänkbara och decimaltid har föreslagits med dygnet som utgångspunkt. Tid kan mätas, liksom andra fysikaliska dimensioner. En mätanordning för tid kallas klocka eller ur. En väldigt noggrann klocka kallas kronometer. Den allra noggrannaste klockan är ett sk. atomur. Tidsangivelser görs med fördel enligt internationell standard ISO 8601 (som är väl koordinerad med svenska riktlinjer och skrivregler).
Det används flera olika kontinuerliga tidsskalor: Universell tid, Internationell atomtid (TAI), som är basen för andra tidsskalor, Koordinerad universell tid (UTC), som är standard för vardaglig tid, jordtid (TT), etc. Mänskligheten har uppfunnit kalendrar för att hålla reda på dagarnas, veckornas, månadernas och årens gång.

## Tidens gång, tidens riktning
Många människor upplever tiden som något som vi rör oss fram igenom, eller så upplever de det som att vi står still men att tiden kommer som en ström, ungefär som en sten som ligger still i en flod med forsande vatten. I båda dessa fallen upplever många det som att en rörelse är inblandad; en rörelse som skiljer sig åt från vår rörelse i rummet. Till skillnad från rörelser i det vanliga tredimensionella rummet så sker denna rörelse automatiskt, vare sig vi vill det eller inte, och till skillnad från rörelser i rummet så går tiden bara i en viss riktning – det är en tydlig skillnad mellan det förflutna och framtiden. Tiden tycks vara asymmetrisk.
Men är det verkligen så? Inom fysiken har tiden snarare samma ställning som de rumsliga dimensionerna. Om vi inte ser på tiden ur någon specifik betraktares synvinkel, så finns det ingen tidpunkt som är mer speciell än någon annan, det går inte att hitta någon punkt som är mer "nu" än andra. I den klassiska fysiken (Newtons fysik och även Einsteins relativitetsteorier) styr fysikens lagar entydigt vilka händelseförlopp som är möjliga, och det går att beskriva världen som ett fyrdimensionellt rum fyllt av statiska geometriska strukturer vars former helt och hållet bestäms av dessa lagar och som inte förändras. Bilden till höger visar ett exempel där en pendel som svänger fram och tillbaka kan ses som en vågformad struktur genom rumtiden (en av rummets tre dimensioner har tagits bort för att detta ska kunna visualiseras). Det finns egentligen inget i denna bild som ger någon upplysning om i vilken riktning tiden går. På atomernas mikroskopiska nivå är detta ännu påtagligare. Här råder symmetri mellan det förflutna och framtiden, och olika fysiska processer kan lika gärna ske i vilken tidsriktning som helst. Det är sålunda ganska svårt att hitta någon riktig objektiv fysisk eller matematisk beskrivning av vad tidens gång egentligen består i. Craig Callender har argumenterat för att det som skiljer ut tiden från rumsdimensionerna är att den beskriver riktningen i vilken information kan fortplantas. Matematiskt sett kan man konstatera att en partiell differentialekvation som är hyperbolisk har en unik lösning längs tidsdimensionen om man specificerar Cauchy data på rumsdimensionerna vid en godtycklig tidpunkt.
Det var först på 1800-talet som fysiken lyckade få grepp på tidens asymmetri. Med utvecklingen av termodynamiken infördes begreppet entropi som ger en förklaring till tidens irreversibilitet och dess obönhörliga gång i en enda riktning. Entropin är ett mått på oordning: ju större ordning desto mindre entropi, ju större oordning desto större entropi. Enligt termodynamikens andra huvudsats ("entropilagen") tenderar entropin i ett slutet system att öka och kan inte minska. Denna "vandring" från ordning till oordning kan ses som ett rent statistiskt fenomen och är inte skönjbar på atomernas nivå, men på makroskopisk nivå blir det påtagligt: Ett glas med vatten som faller till golvet och går sönder kommer inte av sig självt att sätta sig samman igen, och vattnet förblir utspillt. Detta beror på att de få ordnade tillstånd som representerar ett helt glas med vatten i är så ofantligt mycket färre än alla andra kombinationer av glas- och vattenmolekyler, så sannolikheten att molekylerna av en slump skulle ordna sig i denna formation är nästan obefintlig. Notera dock gärna att alla andra specifika kombinationer har en lika stor statistisk sannolikhet. Denna ständiga ökning av systemets oordning har ofta tagits som en förklaring av tidens asymmetri mellan förflutet och framtid, och därmed riktningen på "tidens pil", men en noggrann analys visar att resonemanget är ofullständigt.  Låt oss titta på ett system i ett godtyckligt ögonblick när molekylerna befinner sig i en viss formation. Det kommer då att finnas flera möjliga kombinationer som är mer oordnade än som är mer ordnade, och därmed är det sannolikt stor att systemet i nästa ögonblick är mer oordnat, men på samma vis är sannolikheten lika stor att systemet vid ett tidigare ögonblick är mer oordnat än just nu. För att förstå tidens riktning måste man därför utgå från att universum uppstod ur ett tillstånd med exceptionellt låg entropi. Frågan blir då istället att förstå varför universum från början har en låg entropi.

## Tidens början och slut
Den gängse synen på Big Bang är, att även tiden skapades då. Men vår förståelse av tiden är ganska trevande och skakig. Och mer intressant blir det med frågor som: Hur kan tiden ha en början och hur var det i så fall före? Vissa kosmologer som förfäktar kvantgravitationsteorin menar att Big Bang – snarare än att vara utgångspunkten för tiden – bara var ett övergående stadium i ett evigt universum. Med detta synsätt har inte heller tiden någon början eller något slut.
Termodynamikens andra huvudsats, om att entropin hela tiden ökar, leder till förutsägelsen att universum kommer att hamna i ett tillstånd där alla temperaturskillnader är utjämnade och inga processer längre kan ske. Detta hypotetiska tillstånd brukar kallas värmedöden. Man kan ställa sig frågan om det är meningsfullt att tala om förändringar och tid som flyter i ett sådant tillstånd, eller om värmedöden också skulle innebära slutet på tiden. Upptäckten att universum expanderar gör det osäkert om värmedöden verkligen kommer att inträffa. Ett annat slut, som föreslagits sedan det upptäckts att expansionens hastighet verkar öka, skulle istället kunna vara ett helt tomt universum, ibland benämnt Big chill.
Trots att det kan finnas olika uppfattningar i detta, så kan man nog säga att ur gängse kosmologisk synpunkt så tycks tiden ha en början men möjligtvis inte ett slut.

## Tid inom fysiken
I fysik är tid, något förenklat, definierad som avståndet mellan händelser längs den fjärde axeln i rumtiden. Speciella relativitetsteorin visade att tid inte kan tolkas på annat sätt än som del av rumtiden, en kombination av rum och tid. Avståndet mellan händelser beror då på observatörernas relativa hastighet till händelserna. Något allmänt objektivt tidsbegrepp finns alltså inte. Den allmänna relativitetsteorin ändrade ytterligare begreppet tid genom att introducera idén om krökt rumtid orsakad av gravitationen. Ett påtagligt exempel på att tiden är relativ är att i en partikelaccelerator kan man ge partiklar ökad livslängd om de får färdas nära ljushastigheten.
Det finns idag fysiker och filosofer som ifrågasätter om tiden är en fundamental egenskap eller om den kan härledas ur andra fysikaliska fenomen. Ett typiskt argument tar sin utgångspunkt från att tiden inte ingår i Wheeler–DeWitts ekvation, som beskriver en vågfunktion för hela universum, utan man kan sedan härleda tiden ur den kvantmekaniska vågfunktionen. Detta kan tolkas som att tiden inte är fundamental. Julian Barbour har till och med argumenterat för att tiden kan härledas ur klassisk mekanik.
En viktig tidsenhet i teoretisk fysik är Plancktiden – se Planckenheter för ytterligare information.

## Tid inom statistiken

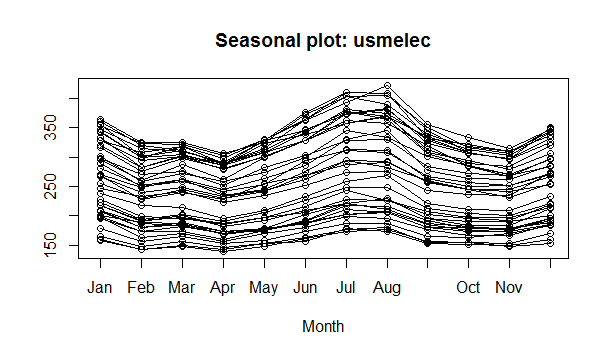
Elförbrukningen i USA fördelad på månader.

Inom matematisk statistik studerar man tidserier, som är serier av observationer av samma storhet gjorda vid olika tidpunkter. De skiljer sig då från tvärsnittsdata, som kommer från samma tidpunkt eller tidsperiod. Ett sätt att modellera en tidserie är med en säsongsvariation (hur något ändras på samma sätt över säg ett år), betecknad S, och en trend (vad som sker år från år), betecknad T. Det som inte förklaras av modellen räknas som ett fel, E. Man kan också lägga in cyklisk komponent som har en längre period än säsongsvariationen, C. Modellen kan vara additiv:
{\displaystyle y=T+C+S+E}
eller multiplikativ:
{\displaystyle y=T\cdot C\cdot S\cdot E\,.}

Kurva över resenärer till och från Australien i svart och en anpassad trend i rött med en viss cyklisk variation kvar.

Säsongsvariationen kan tas bort genom ett glidande medelvärde. Samma sak gör man med den cykliska variationen, fast det blir ett medelvärde beräknat över en längre period. Därefter kan trenden uppskattas genom att anpassa en funktion, till exempel en linjär, en kvadratisk eller en exponentialfunktion.

## Tid och filosofi

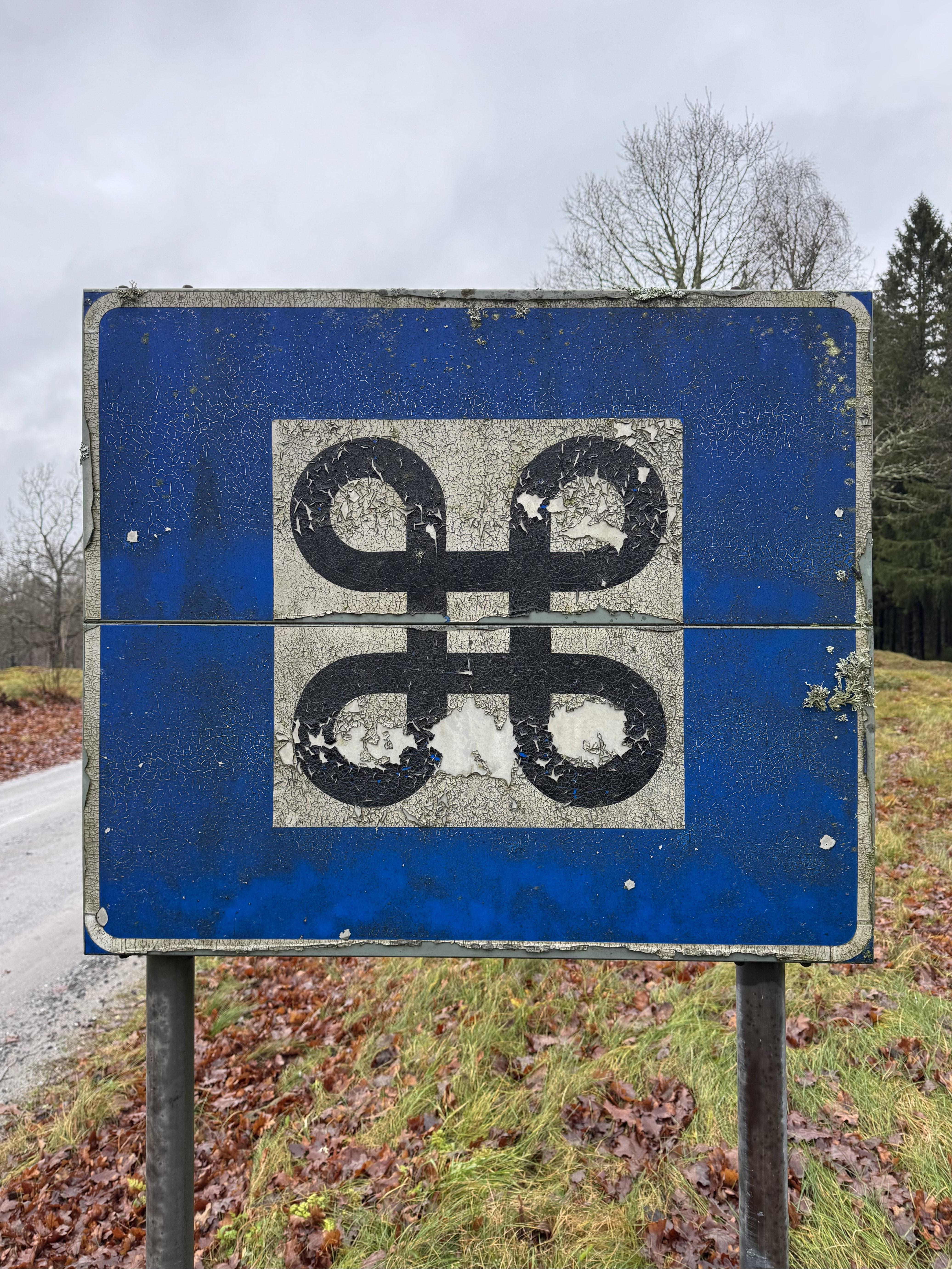
En trafikskylt för en sevärdhet har med tiden slitits av väder och vind.

Viktiga frågor i filosofin inkluderar: 
- Är tid absolut eller bara relativ?
- Är oföränderlig tid konceptuellt omöjlig eller finns det möjliga tolkningar?
- Är tiden en statisk dimension eller "går" tiden i någon verklig mening?
- Är föreställningar om dåtid, nutid och framtid helt och hållet subjektiva, enbart beskrivningar utifrån våra sinnen?

Liknande frågor kan även ställas när det gäller rummets dimensioner.
Zenons paradoxer utmanade i grund och botten det gamla tidskonceptet och bidrog genom detta till utvecklingen av matematisk analys. Parmenides (till vilken Zenon var en efterföljare) trodde att tid, rörelse och förändring var illusioner. J.M.E. McTaggart har hävdat en liknande ståndpunkt, se nedan.
Kyrkofadern Augustinus menade att Gud, som är den högsta verkligheten, är ett enda tidlöst evigt nu. Tidsflödet är något som enbart kännetecknar människans erfarenheter. De tre tiderna, nutid, framtid, och förfluten tid är endast subjektiva begrepp som hos människan kopplas ihop med hennes själsliga funktioner: varseblivning, förväntan och minne.
Kant diskuterade detta i sin Kritik der reinen Vernuft (1781 och 1787). Där kommer han till slutsatsen att tiden och dess gång (och även rummet!) är subjektiva "a priori" begrepp som ger oss möjlighet att begripa omvärlden men som egentligen inte existerar utanför vår inre tankevärld, något som kan härledas ur Kants idealistiska dimension angående att människor aldrig kommer ha tillgång till det så kallade "tinget i sig", även kallat noumenon.
En tvistefråga mellan Newton och Leibniz gällde frågan om absolut tid: den förre trodde att tid var, liksom rum, en behållare för händelser, emedan den senare trodde att tid var, liksom rum, en konceptuell apparatur som beskriver inbördes förhållanden mellan händelser.
Friedrich Nietzsche menade i sin bok Så talade Zarathustra att tiden är oändlig och cyklisk, och att "alla ting" har inträffat och oupphörligen kommer att göra det igen.
Einsteins relativitetsteori länkade ihop tid och rum i en rumtid på ett sätt som även fick filosofiska konsekvenser, genom att göra idén om blocktid mera trovärdig, och därmed påverka idéer om fri vilja och kausalitet.
År 1908 publicerade J.M.E. McTaggart en berömd artikel där han argumenterade att tiden inte finns. I artikeln gör McTaggart först en distinktion mellan A-egenskaper och B-egenskaper. A-egenskaper är egenskaper såsom "att vara i det förflutna", "att vara nu", "att vara framtida". B-egenskaper är egenskaper såsom "tidigare", "samtida" och "senare". Skillnaden mellan dessa två är att A-egenskaper förutsätter att det finns ett "nu" medan B-egenskaperna bara är relationer mellan olika tidpunkter.
McTaggarts argument kan sedan ställas upp såhär: 
1. Om B-egenskaper finns, så finns tiden
2. Om tiden finns så finns förändring
3. Om förändring finns så finns A-egenskaper
4. A-egenskaper finns inte______________________
5. Därför: B-egenskaper finns inte och tiden finns inte

McTaggarts skäl för (1) är att eftersom B-egenskaper är relationer mellan tidpunkter, så måste tiden finnas om B-egenskaper finns. I artikeln försvarar han inte (2), antagligen för att han anser att den är uppenbart sann. Motiveringen för (3) är att förändring består i att ett objekt får en ny egenskap. Exempelvis hade riksdagsvalet 2014 först A-egenskapen framtida, sedan A-egenskapen "nutida" och slutligen A-egenskapen "förfluten". 
McTaggarts argument för (4) är att A-egenskaper är motsägelsefulla. A-egenskaper är oförenliga med varandra (inget kan vara både framtida och förflutet). Men enligt McTaggart måste varje tidpunkt ha alla A-egenskaper; eftersom detta är motsägelsefullt så kan A-egenskaper inte finnas. 
En invändning mot detta är att en tidpunkt T inte har alla A-egenskaper samtidigt. McTaggart menar dock att detta svar misslyckas, eftersom de tidpunkter som används för att förklara T's motsägande A-egenskaper också måste ha dessa motsägande egenskaper.

## Tid i samhälle och religion

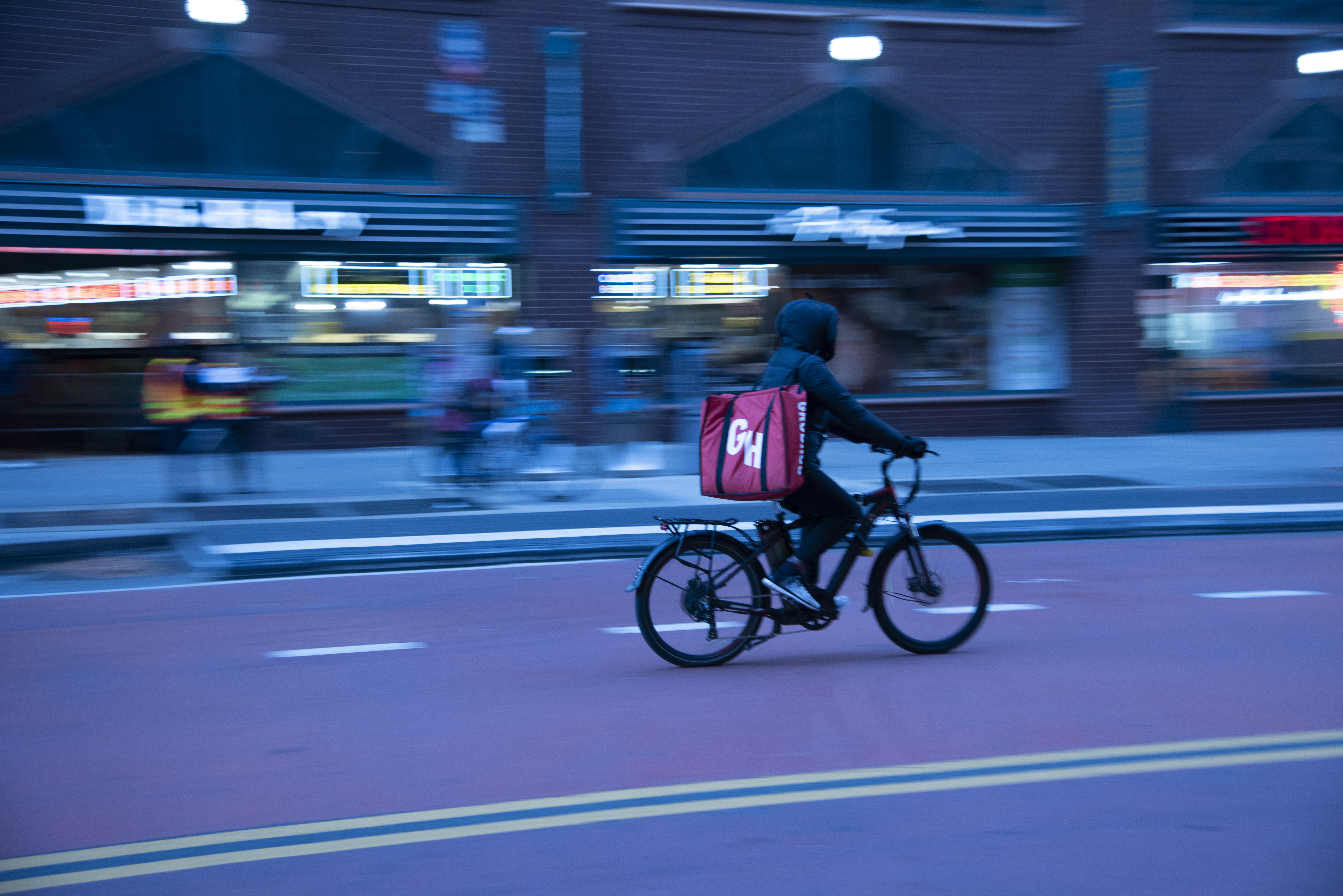
Ett cykelbud.

Tiden har också relevans ur ett mänskligt och socialt perspektiv. Sedan urminnes tider har cykliska förlopp i naturen, som dygnets och årstidernas växlingar, varit en del av människans vardag och man började tidigt att mäta och på olika sätt periodisera tiden. Dock har inte förekomsten av avancerade ur historiskt inneburit att man brytt sig om tidens gång i det vardagliga livet. När mekaniska ur introducerades i Kina slutet på 1500-talet sågs uren helt enkelt som intressanta leksaker. I kontrast till detta kan vi ställa det moderna samhället och dess syn på tid. I det moderna samhället är synen på tiden som begränsad rådande, i kontrast till exempelvis cykliska eller explicit religiösa synsätt gällande tid. Det fanns också en process där en övergång från de forna synsätten på tid gjorde sig gällande, när en disciplin gällande att vara "i tid" kom att bli samhälleligt vedertagen. Klockan kom här helt att förändra det samhälleliga synsättet på tid. I moderniteten har tiden kommit att bli ekonomiserad, och den samtida tidsregimen är sträng. Tiden börjar också ses som en resurs eller en vara som ska exploateras maximalt i moderniteten. Tiden blir varufierad. Genom att tiden anses vara knapp kan den också anses "slösad". Vidare kan tiden nu också köpas och säljas på ett nytt vis. Man kan exempelvis sälja sin begränsade tid (och energi) genom att lönearbeta, eller om man har råd kan man köpa sig tid av någon annan.
Att förse samhället med tidmätning var också en primär drivkraft för astronomin och dess utveckling. 
De gamla grekerna föreställde sig tiden som cyklisk med tidsåldrar som gick under och skapades på nytt. Den grekiske poeten och recitatören Hesiodos redogör för fem åldrar (benämnda guld, silver, brons, hjältarnas och järn). Liknande tankar om en cyklisk tid finns också inom hinduismen och buddhismen.
I den fornnordiska mytologin gjorde gudarna misstaget att bjuda in nornorna till Yggdrasil. De började genast att spinna på tidens tråd. Gudarna märkte att de började åldras. För att hindra åldrandet bjöds de av Idun ett äpple om dagen.
En syn på tiden som linjär finns inom judendom, kristendomen och islam. Här finns därmed också utförliga skapelseberättelser och eskatologiska föreställningar. I den nyare religionen bahá'í är tiden, liksom i islam och kristendom, utan början och slut, men det är bara i den skapade, materiella världen som vi är fångade av de dimensioner där rumtiden ingår. Gud – och våra själar – är av andlig natur och existerar utanför dessa begränsningar. Han är "gränslöst upphöjd över" (...) "kroppslig existens, uppstigande och nedstigande, över framåt och bakåt". Gud, som är allsmäktig, finns således inte i någon tid eller på någon plats, men har full överblick och kontroll över såväl historien (vad som hände, händer, ska hända i tiden) som över varenda atom och deras rörelser i det fysiska universum han skapat. "Han är och har alltid varit fördold i Sitt eget upphöjda och odelbara väsens urgamla evighet och kommer för alltid att fortsätta att förbliva dold i Sitt oåtkomliga majestät och Sin härlighet".

## Psykologi och subjektiv tidsuppfattning
Den subjektiva uppfattningen av tiden kan variera avsevärt hos en person beroende på varierande psykologiska omständigheter och mellan olika personer. Påverkan av psykoaktiva substanser och olika sjukdomstillstånd kan också dramatiskt förändra en persons förmåga att uppfatta och bedöma tiden. 
Undersökningar visar att ett barns upplevelse av ett mer abstrakt tidsbegrepp utvecklas gradvis. Först i skolåldern tycks förmågan att förstå och språkligt hantera tiden och tidsbegrepp ha utvecklats ordentligt.

## Biologi
Cykliska förlopp som dygnets och årstidernas växlingar påverkar levande organismer i hög grad. Många djurarter (inklusive människan) har en "biologisk klocka" som styr vakenhet och sömn, och som påverkas av växlingar mellan ljus och mörker. Den ger upphov till en cirkadisk rytm på ungefär 24 timmar och reglerar olika fysiologiska processer. Förändringar i dygnets växlingar under olika årstider påverkar också många djur och växtarter genom att styra sådana saker som blomning, vintervila och könsmognad.
År 2017 tilldelades forskarna Hall, Rosbash och Young nobelpriset i fysiologi eller medicin "för deras upptäckter av molekylära mekanismer som styr cirkadisk rytm".